# Jean de Lalande
Jean de Lalande S.J. (auch Jean de La Lande; * um 1619 in Dieppe, Normandie; † 19. Oktober 1646 in Ossernenon (heute Auriesville (New York))) war ein Priester und Jesuitenmissionar des Missionshauses Unsere Liebe Frau unter den Huronen und einer der acht Kanadischen Märtyrer. Er wurde in der Mohawk-Siedlung Ossernenon getötet, nachdem er von Kriegern der Siedlung gefangen genommen wurde.

## Leben
Jean de Lalande erreichte Neufrankreich im Alter von 19 Jahren als Laienbruder. Spät im September 1646 begab sich Lalande mit dem Jesuitenpriester Isaac Jogues auf eine Reise in das Mohawk-Land. Ihr Ziel war es, dauerhaften Frieden zwischen dem Stamm und den Franzosen zu erreichen. Lalande erklärte sich freiwillig bereit Jogues zu begleiten, obwohl dieser ihm die Schwierigkeiten des Lebens als Missionar, die Gefahren, denen er aufgrund der Konflikte zwischen den Stämmen ausgesetzt war, und das Misstrauen einiger Menschen gegenüber den Missionaren beschrieb. Die Huronen hatten Jogues gebeten, sie zu einer Botschaft zu den Mohawks zu führen, um einen Friedensvertrag auszuhandeln. Aber die Einstellung der Mohawk zu dem Frieden hatte sich während der Reise der Männer verändert, sodass sie die Reisenden unterwegs attackierten.
Sie wurden in die Siedlung Ossernenon gebracht, die etwa 14 Kilometer westlich des heutigen Auriesville (New York) lag. Die moderaten Clans Schildkröte und Wolf bestimmten, dass sie freigelassen werden sollten. Dadurch verärgert, töteten einige Mitglieder des Bären-Clans Jogues am 18. Oktober 1646. Am nächsten Tag töteten sie auch Lalande, als dieser versuchte den Leichnam von Jogues zu bergen.

## Verehrung
Papst Pius XI. sprach ihn, gemeinsam mit seinen Mitbrüdern der Kanadischen Märtyrer, am 21. Juni 1925 selig und am 29. Juni 1930 heilig. Sein Gedenktag ist der 19. Oktober in den USA und der 29. September in Kanada.
Auf dem Rose Hill Campus der Fordham University in der Bronx sind in dem Studentenwohnheim Martyrs’ Court drei Abteilungen nach den drei US-Märtyrerheiligen benannt: John Lalande, René Goupil und Isaac Jogues.
Jean de Lalande ist der Schutzpatron der katholischen Gemeinde Saint John LaLande in Blue Springs (Missouri). Außerhalb der Kirche steht eine über zwei Meter hohe Kalksteinstatue von St. John Lalande, die von Fritz Carpenter von der Stefan Mittler Monument Company in Madison (Wisconsin) geschaffen wurde. Eine zweite Holzstatue, die Jean LaLande darstellt, wurde am 18. Mai 2013 zu Ehren des 75-jährigen Bestehens der Gemeinde eingeweiht.
Jean de Lalande hat auch eine besondere Bedeutung für das katholische Jugendlager Camp Ondessonk, das die kanadischen Märtyrer und ihre indianischen Freunde ehrt.